# Алгабас (Жанасемейський район)
Алгаба́с (каз. Алғабас) — село у складі Жанасемейського району Абайської області Казахстану. Адміністративний центр та єдиний населений пункт Алгабаського сільського округу.
Населення — 688 осіб (2021; 999 у 2009, 944 у 1999, 1091 у 1989).
Національний склад станом на 1989 рік:
- казахи — 100 %

У радянські часи село називалось також Совхоз Догалан.